# Jerzy Piłat (profesor)
Jerzy Piłat (ur. 19 sierpnia 1937 w Ostrowi Mazowieckiej, zm. 18 września 2016 tamże) – polski inżynier budownictwa, profesor doktor habilitowany inżynier Politechniki Warszawskiej, specjalista w zakresie budownictwa drogowego.

## Życiorys
Syn ppłk Karola Piłata, żołnierza dwóch wojen światowych, uczestnika walk o niepodległość II RP i bitwy o Monte Cassino oraz członka Legionów Polskich, Polskiej Organizacji Wojskowej i Polskich Sił Zbrojnych oraz Marii Piłat, z d. Matuszewicz. Miał siostrę, Krystynę.
W 1966 ukończył studia na Wydziale Komunikacji Politechniki Warszawskiej, uzyskał wówczas tytuł magistra inżyniera budowy dróg i lotnisk. Od 1967 pracował w Katedrze Chemii i Technologii Materiałów Budowlanych Politechniki Warszawskiej. Od 1968 prowadził ćwiczenia laboratoryjne, wykłady, seminaria i ćwiczenia z przedmiotów Inżynieria Produkcji Budowlanej oraz Inżynieria Komunikacyjna, stworzył programy nauczania tych przedmiotów. Wykładał również na studiach podyplomowych i doktoranckich.
W 1976 uzyskał stopień doktora nauk technicznych, w 1995 habilitował się, a w 2000 został mianowany profesorem. Pracował w Zespole Drogowym pod kierunkiem prof. Włodzimierza Skalmowskiego, doc. Haliny Łopieńskiej i prof. Marii Kalabińskiej. Od 1986 prowadził badania nad wpływem wypełniacze na właściwości mieszanek mineralno-asfaltowych, następnie badał reologię lepiszczy modyfikowanych oraz ekologiczne technologie stosowane do budowy i utrzymania drogowych nawierzchni bitumicznych. Od 1996 do 2002 był prodziekanem Wydziału Inżynierii Lądowej, w latach 2002-2005 pełnił funkcję dyrektora Instytutu Inżynierii Produkcji Budowlanej i Zarządzania. Od 2004 przez dwa lata był wiceprzewodniczącym Rady Naukowej Instytutu Badawczego Dróg i Mostów, od 2005 kierował Zespołem Kompozytów Bitumicznych. Prowadził badania nad materiałami stosowanymi w budownictwie drogowym i technologią nawierzchni drogowych.
Opublikował wiele felietonów naukowych, był współautorem książek z zakresu budowy dróg m.in. "Nawierzchnie asfaltowe", "Asfalty drogowe", "Technologia materiałów i nawierzchni asfaltowych" oraz podręczników akademickich i skryptów.
Współpracował z firmami przodującymi w budowie dróg i produkcji materiałów bitumicznych m.in. Orlen, Grupa Lotos, Strabag, Mostostal i Budimex. Jerzy Piłat otrzymywał liczne nagrody Ministerstwa Szkolnictwa Wyższego i Techniki, Ministerstwa Infrastruktury, a w 2014 został uhonorowany Nagrodą Naukową Politechniki Warszawskiej. Pod jego kierunkiem powstały 3 doktoraty i 120 prac dyplomowych, inżynierskich i magisterskich.
Pochowany na cmentarzu parafialnym w Ostrowi Mazowieckiej.

## Członkostwo
- sekcja Materiały Budowlane i Inżynieria Komunikacyjna Komitetu Inżynierii Lądowej i Wodnej PAN;
- wiceprzewodniczący Rady Naukowej IBDiM;
- przewodniczący grupy specjalistycznej Komisji Aprobat Technicznych ITB;
- przewodniczący Komisji Normalizacyjnej ds. Elementów do pokryć dachowych ITB;
- członek Komisji Normalizacyjnej Budowa i utrzymanie dróg;
- członek Komitetu Programowego Międzynarodowych Konferencji "Trwałe i bezpieczne nawierzchnie drogowe"
- członek zespołu redakcyjnego kwartalnika "Drogi i Mosty"[7].